# Marcio Ballas
Marcio Ballas (São Paulo, 14 de novembro de 1971) é um palhaço, improvisador, apresentador e diretor especializado na linguagem de Clown e Improviso Teatral.
Faz palestras e workshops corporativos com o tema "Improviso e Criatividade" e Mestre de cerimônias em eventos. É diretor artístico e professor da Casa do Humor, espaço de cursos de Improviso, Palhaço e Stand up.
É de origem judaica.

## Biografia
Quando tinha dezessete anos, seu pai morreu num acidente de carro e ele teve que assumir uma pequena papelaria da família no centro de São Paulo, na Rua Aurora. Ficou lá por 10 anos. Um dia, foi convidado por um amigo para fazer um curso de dois dias de "Introdução a Linguagem do Palhaço". A partir daí sua vida mudou.
É formado em Marketing pela ESPM e pós-graduado em Psicodrama pela PUC-SP.
Viveu por 3 anos em Paris, onde estudou na “École Internationale de Théâtre Jacques Lecoq”. Apresentou-se com os “Palhaços Sem Fronteiras” franceses numa expedição para Madagascar e outra em campos de refugiados durante a guerra do Kosovo. Formou-se no “L’Institut du Clown Relationnel” na Bélgica com Christian Moffarts.
No Brasil, foi integrante durante 4 anos dos “Doutores da Alegria”.
É um dos diretores e criadores (com Cesar Gouvêa) do “Jogando no Quintal”, criado em 2001, que é o espetáculo de improviso em cartaz mais antigo do Brasil, já visto por mais de 500 mil pessoas.
Participou de Festivais de Improviso na Argentina, Chile, Colômbia, Espanha, Peru e Uruguai. No Campeonato Internacional de Bogotá, em 2008, sagrou-se campeão mundial, representando a seleção brasileira.
É diretor e ator do “Caleidoscópio”, um dos primeiros espetáculos longforms de improviso no Brasil.
Foi diretor “Improvisacional” do espetáculo “Improvável” da Cia. Barbixas de Humor, onde também atua como mestre de cerimônias e jogador convidado.
Foi apresentador do programa "É Tudo Improviso" na Rede Bandeirantes, que estreou em 2010, durou 4 temporadas e foi reapresentado também no canal TBS. Também foi apresentador do programa "America's Funniest Vídeos Brasil" no canal TBS.
Foi apresentador do programa "Cante Se Puder", com Patrícia Abravanel, e "Esse Artista Sou Eu", ambos no SBT.
Participou do programa "Os Incríveis" no canal National Geographics.
Ficou em cartaz por 3 anos no Comedians Club, em São Paulo, dirigindo e atuando no espetáculo "Noite de Improviso". 
Desde novembro de 2016, apresenta o seu podcast chamado "BallasCast".

Em 2018, estreou o espetáculo "Bagagem", onde conta ao público com humor e poesia alguns episódios que marcaram a sua infância e sobre a cultura judaica de sua família.